# کنفرانس آناپولیس

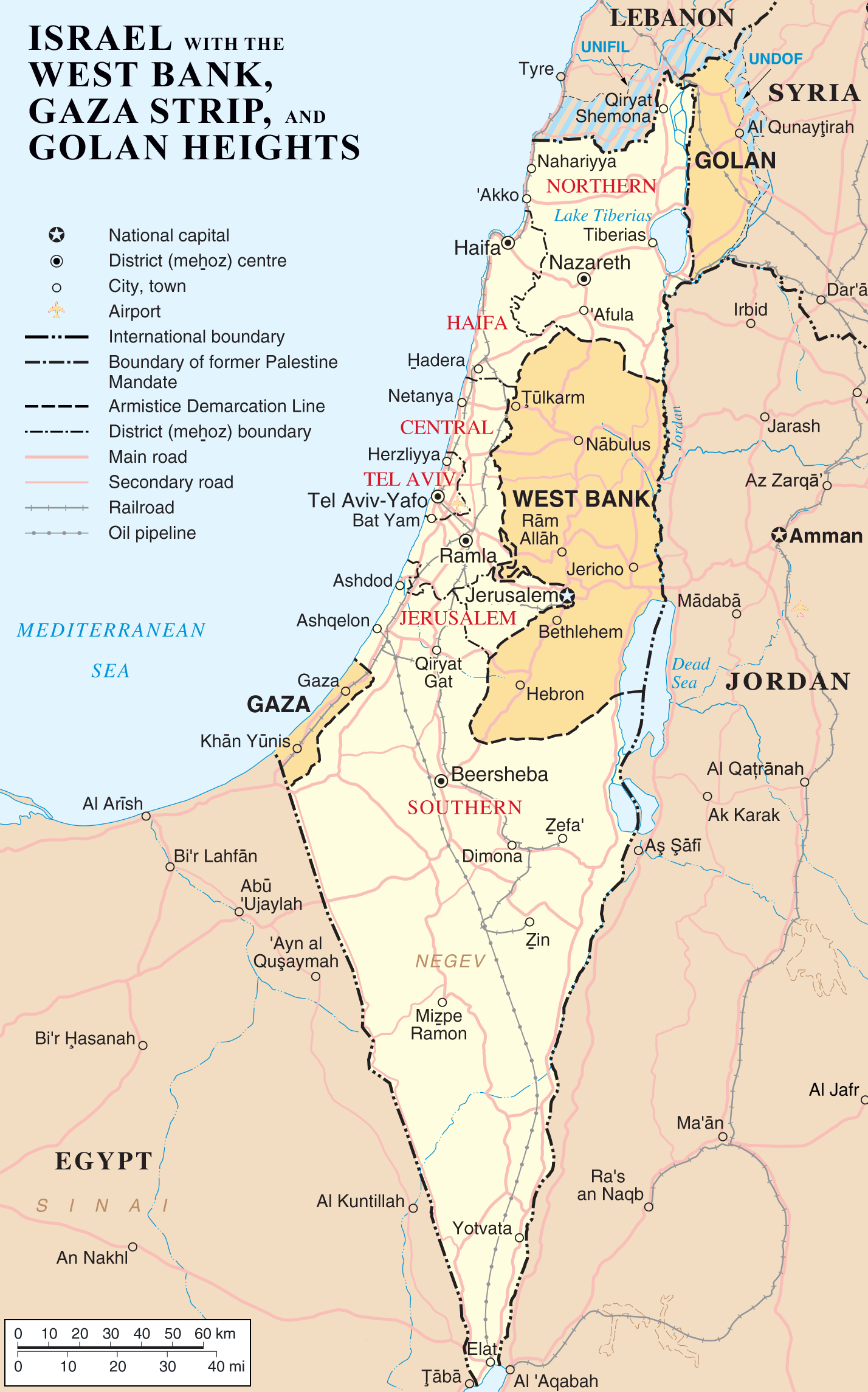
نقشه کشور اسرائیل، مناطق خودگردان فلسطینی و بلندی‌های جولان.

کنفرانس آناپولیس (در انگلیسی: Mideast peace conference) نام کنفرانس صلحی است که در ۲۷ نوامبر سال ۲۰۰۷ در آکادمی نیروی دریایی آمریکا در شهر آناپولیس، ایالت مریلند آمریکا و با حضور رهبران مناطق خودگران فلسطینی و اسرائیل و نمایندگان کشورهای عربی و با میزبانی ایالات متحده آمریکا برگزار شد. کنفرانس صلح خاورمیانه، نخستین مذاکرات همه جانبه و جدی در زمینه دست یافتن به صلحی جامع در منطقه خاورمیانه است که از سال ۲۰۰۰ تاکنون برگزار می‌شود.
به غیر از اعضای گروه چهارجانبه صلح خاورمیانه معروف به «کورتیت» که شامل ایالات متحده آمریکا، روسیه، سازمان ملل و اتحادیه اروپا است، کشورهای اردن، مصر، عربستان سعودی، سوریه، لبنان و قطر از جمله مدعوین و شرکت کنندگان در کنفرانس صلح خاورمیانه هستند.
محمود عباس رئیس دولت خودگردان فلسطینی امیدوار است تا پیمان نهایی صلح میان اسرائیل و فلسطینی‌ها تا کمتر از شش ماه پس از پایان کنفرانس صلح امضا شود. از آن سوی بشار اسد رئیس‌جمهور سوریه اعلام کرد که کشورش تنها در صورتی که موضوعات مورد توجه سوریه در دستور کار کنفرانس صلح خاورمیانه قرار گیرد، در این کنفرانس شرکت خواهد کرد که منظورش موضوع بازگرداندن منطقه استراتژیک بلندی‌های جولان است که در جنگ شش روزه در سال ۱۹۶۷ میلادی به تصرف اسرائیل درآمد.
محمود عباس مدعی است که یک دستورکار روشن، لازمه موفقیت کنفرانس صلح خواهد بود. وی و ایهود اولمرت از ماه ژوئن ۲۰۰۷ به‌طور هفتگی با یکدیگر دیدار و مذاکره مستقیم داشته‌اند و در زمینه‌هایی کلی به توافقاتی دست یافته‌اند. رهبران دو کشور امیدوارند که تا پایان ماه نوامبر به توافقات مهمی نایل شوند، و در صورت رسیدن به توافقی که مورد قبول دو طرف باشد، آنگه محمود عباس دستاورد فلسطینیان و شرایط مورد توافق صلح را برای همه‌پرسی در میان فلسطینیان به اجرا خواهد گذاشت. همچنین مسئله مهم تقسیم اورشلیم نیز در دستور کار کنفرانس قرار خواهد داشت.
عباس در اوایل ماه اکتبر، خواسته‌های طرف فلسطینی را اعلام کرد و گفت که خواسته طرف فلسطینی تشکیل کشور مستقل فلسطینی، شامل نوار غزه و کرانه باختری خواهد بود. پس از آن محمود عباس، خواسته‌های دیگری را مطرح کرد و گفت که کنفرانس باید به شش چالش اصلی میان فلسطینیان و طرف اسرائیلی بپردازد که شامل مسئله تقسیم اورشلیم، پناهندگان فلسطینی و حق بازگشت آنها، مرزها، شهرک‌های یهودی‌نشین، آب و مسائل امنیتی خواهد بود.
تاکنون تنها گروه حماس و سید علی خامنه‌ای رهبر نظام جمهوری اسلامی ایران با کنفرانس صلح به مخالفت برخاسته‌اند.

## چالش‌ها در مذاکرات
با آنکه محمود عباس و ایهود اولمرت دربارهٔ چارچوب کلی تشکیل «کشور مستقل فلسطینی» توافق کرده و حتی کمیته‌های تخصصی از سوی دوطرف نیز برای مذاکره در این باره تشکیل شده‌اند، اما بین دو طرف دربارهٔ چارچوب توافقنامه‌ای کلی که اسرائیل برآن اصرار دارد و اصرار طرف فلسطینی مبنی بر ذکر جزئیات مورد توافق و تاریخ دقیق اجرایی شدن آن‌ها که باید در کنفرانس بین‌المللی اعلام شود، اختلاف جدی وجود دارد.
با اینهمه به دلیل حساسیت مذاکرات محرمانه که میان دوطرف در جریان است و پرهیز از حواشی مطبوعاتی و سیاسی، طرف‌های مذاکره‌کننده از افشای چگونگی پیشرفت مذاکرات محرمانه خودداری می‌کنند.

## مخالفت‌ها

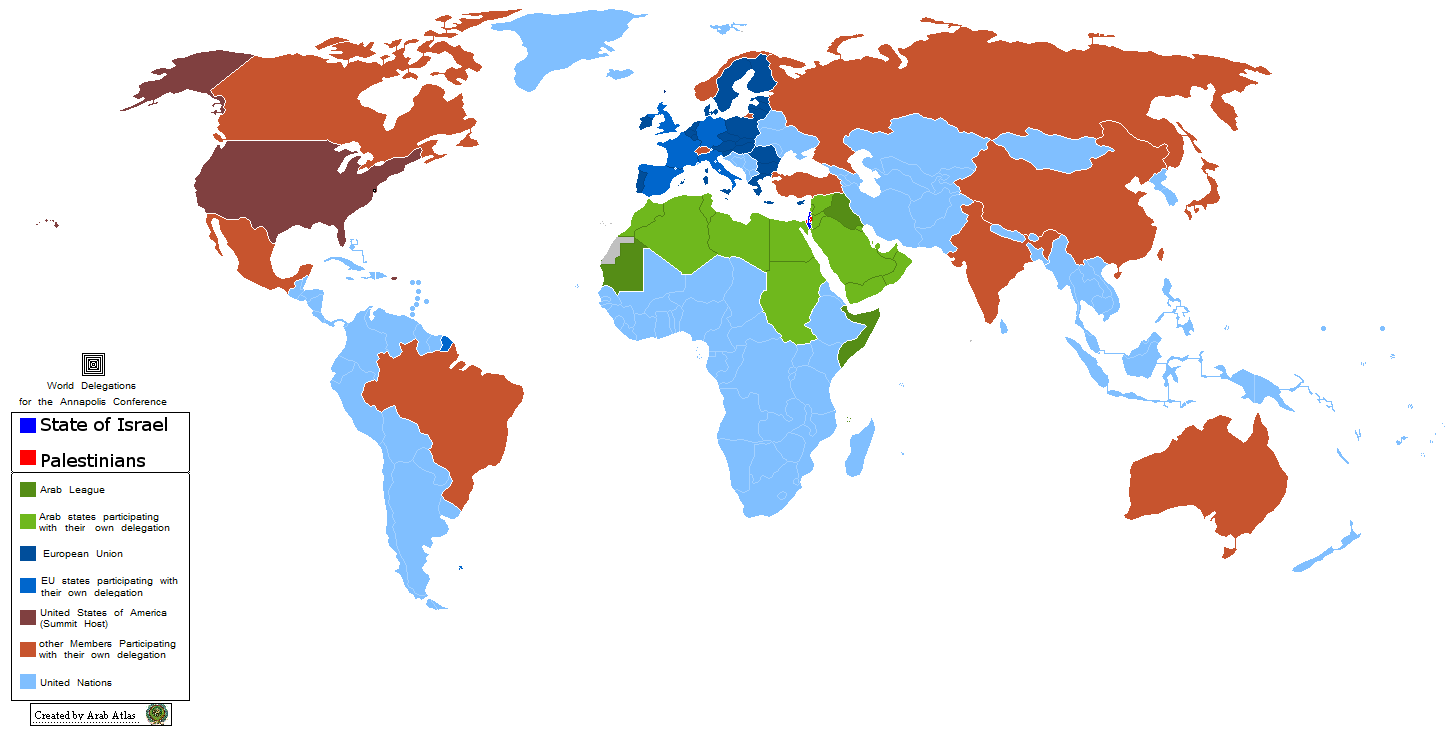
بیش از چهل کشور جهان در کنفرانس آناپولیس شرکت کرده‌اند.

سید علی خامنه‌ای رهبر جمهوری اسلامی ایران با این استنباط که هر گاه کنفرانسی به نام صلح تشکیل یافته به ضرر فلسطینیان بوده از کشورهای عربی خواست کنفرانس صلح را تحریم کنند و این کنفرانس را مخالف خواست مردم فلسطین دانست.
محمود احمدی‌نژاد، رئیس‌جمهور اسلامی ایران یک روز قبل از آغاز نشست آناپولیس در یک تماس تلفنی با ملک عبدالله، پادشاه عربستان سعودی، با اشاره به تصمیم دولت عربستان برای شرکت در اجلاس صلح خاورمیانه گفت: «کاش نام عربستان سعودی در زمره شرکت کنندگان در کنفرانس آناپولیس ثبت نمی‌شد» و پادشاه عربستان در پاسخ گفت که کشور او اسرائیل را به رسمیت نمی‌شناسد و افزود «ما درآنجا از حقوق فلسطینیان دفاع می کنیم».
همچنین گروه فلسطینی حماس نیز این کنفرانس را تحریم کرده‌است.
کنیست (پارلمان اسرائیل) در تاریخ ۱۴ نوامبر به پیش‌نویس لایحه‌ای رای داد که بر طبق آن تغییر وضعیت اورشلیم در هر قرارداد صلحی میان دولت اسرائیل با فلسطینیان دشوارتر می‌شود. بر اساس پیش‌نویس لایحه فوق، اعمال تغییرات در قانون مربوط پایتخت بودن «اورشلیم واحد» برای اسرائیل، نیازمند آرا حداقل دو سوم نمایندگان کنیست خواهد بود.